# وفاء وجدي
وفاء وجدي (من مواليد 1945) ولدت في مدينة بورسعيد، مصر. حصلت على البكالوريوس من المعهد العالي للفنون المسرحية. حصلت على عدة جوائز منها جائزة الدولة التشجيعية في الشعر عام 1987 وحصلت كذلك على جائزة تقديرية من مهرجان كاففيس للشعر عام 1991.
أصدرت ستة دواوين: ماذا تعني الغربة 1967 والرؤية من فوق الجروح ورسائل حميمة إلى الله وميراث الزمن 1990.